# Ailoche
Ailoche là một đô thị ở tỉnh Biella vùng Piedmont của nước Ý, có vị trí cách khoảng 70 km về phía đông bắc của Torino và khoảng 14 km về phía tây bắc của Biella. Tại thời điểm ngày 31 tháng 12 năm 2004, đô thị này có dân số 321 và diện tích là 10,3 km².
Đô thị Ailoche có các frazioni (đơn vị cấp dưới, chủ yếu là làng) Ailoche, Giunchio, Peiro, Ponte Strona, Piasca, và Venarolo.
Ailoche giáp các đô thị: Caprile, Coggiola, Crevacuore, Guardabosone, Postua.